# Château de Crochans

Le château de Crochans est un monument historique de Vaucluse, situé dans la ville de Piolenc.

## Histoire
Un premier château, médiéval, construit sur le site, est abandonné, au profit d'une nouvelle construction, au XVIIIe siècle. Le château initial est alors transformé en dépendance et ferme. L'aménagement du parc paysager date de la fin du XIXe siècle.
Le château est actuellement la propriété de la famille Gruss, qui organise dans le parc du château des stages de pratiques des activités du cirque.
Le château de Crochans est inscrit au titre des monuments historiques par arrêté du 4 juillet 2003.

## Château et jardins
Le château actuel est construit de 1741 à 1743, par Jean-Baptiste Mantin, d'après les plans de Jean-Pierre Franque. Un agrandissement est fait à la fin du XIXe siècle.
Les jardins ont été aménagés, entre 1873 et 1883, à partir de trois projets dont l'un est dû à l'atelier Luizet et Barret.